# تحقیقات پزشکی

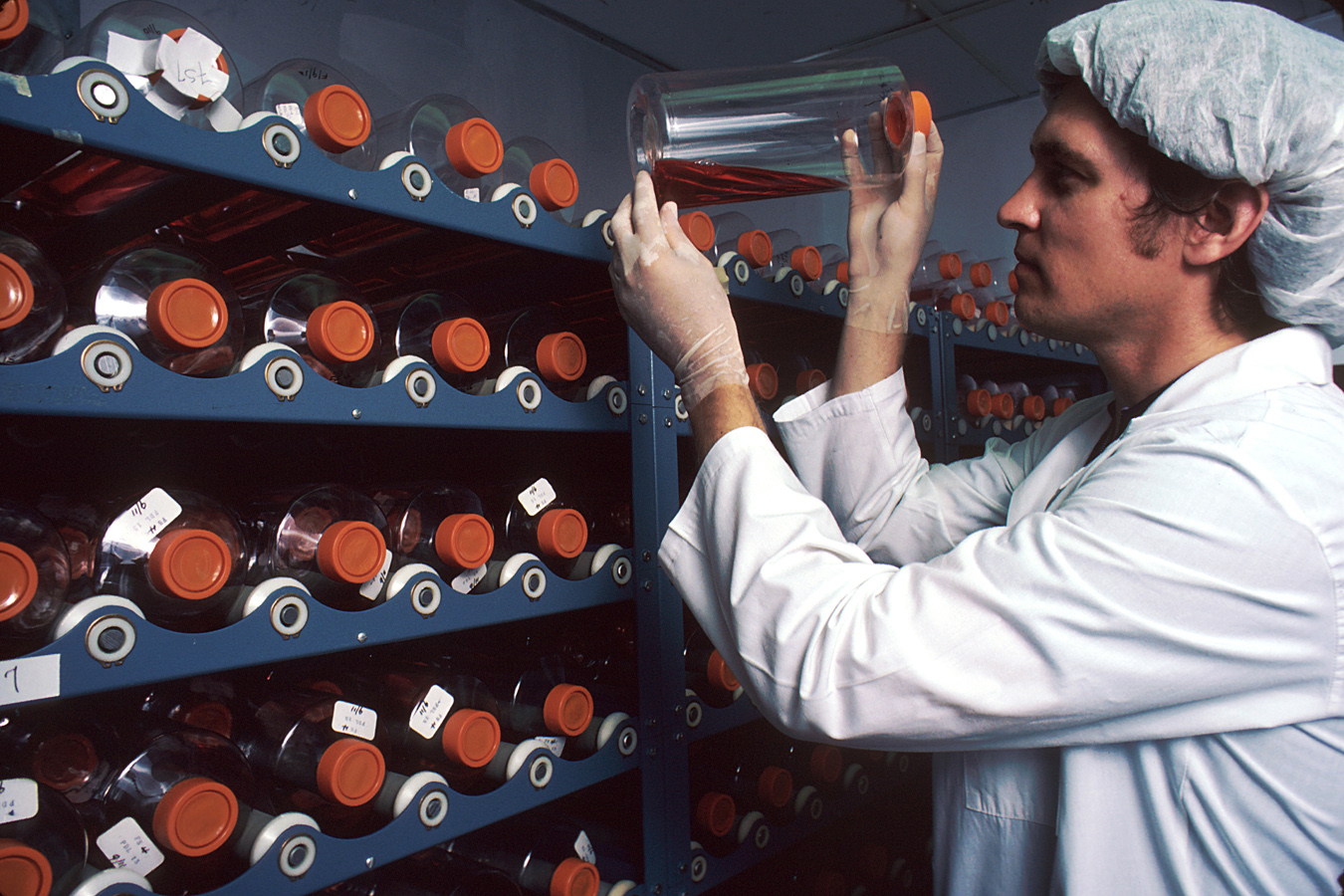
ویال کشت سلولی

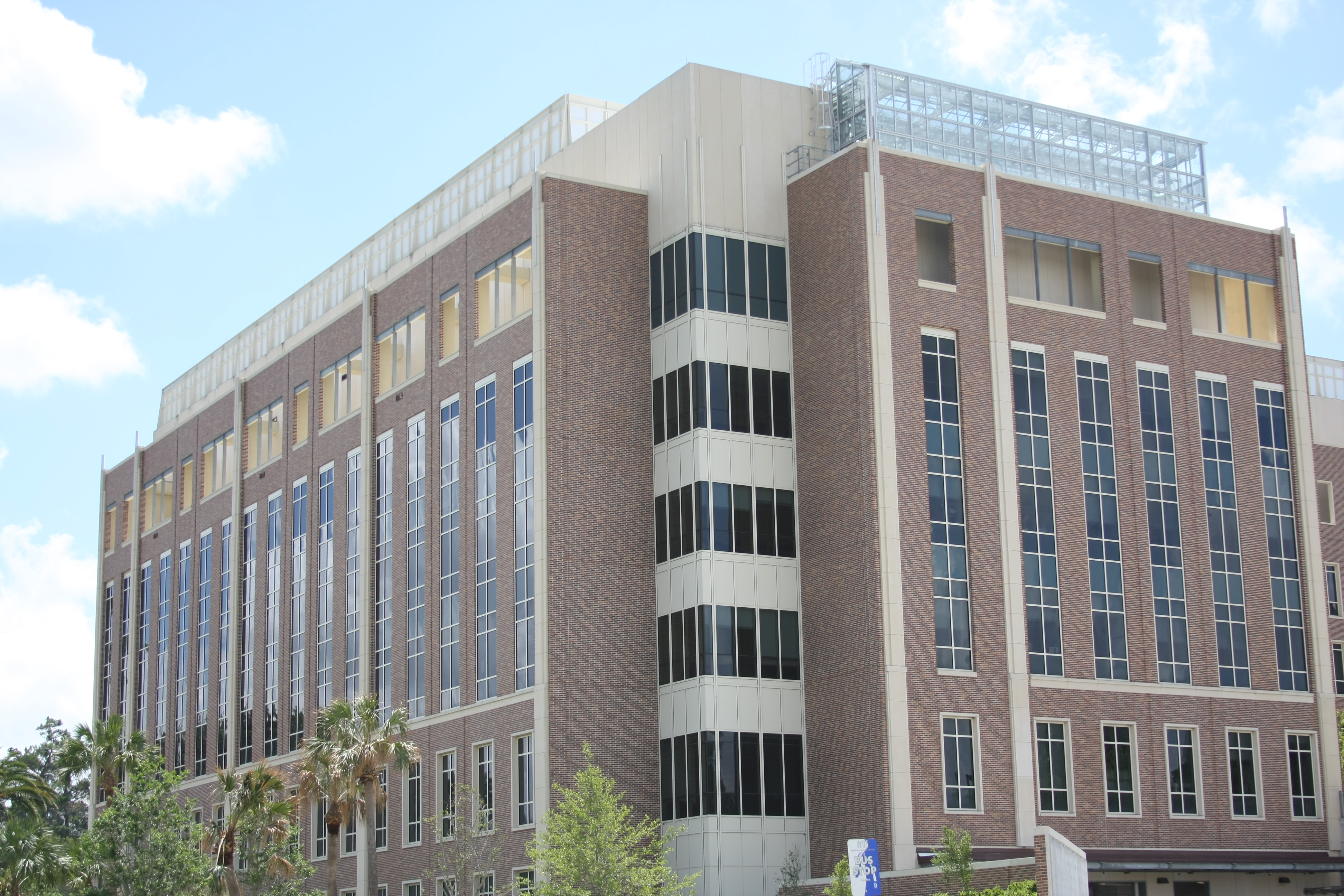
مجتمع پژوهشی سرطان و ژنتیک دانشگاه فلوریدا یکی از بزرگترین مراکز تحقیقات پزشکی در ایالات متحده است.

تحقیقات پزشکی (به انگلیسی: Medical research) یا تحقیقات زیست‌پزشکی (به انگلیسی: Biomedical research) یا پزشکی تجربی (به انگلیسی: Experimental medicine) به پژوهش‌هایی که به‌منظور گسترش بدنه دانش در رشته پزشکی انجام می‌گیرد، گفته می‌شود.
تحقیقات پزشکی را می‌توان به دو دسته کلی تقسیم کرد: ارزیابی درمان‌های جدید از جهت ایمنی و اثربخشی (کارآزمایی بالینی) و تمام پژوهش‌های دیگر که منجر به توسعه درمان‌های جدید و استراتژی‌های جدید درمانی می‌شود (پژوهش پیش‌بالینی).
معاونت تحقیقات و فناوری وزارت بهداشت و درمان و آموزش پزشکی وظیفه هماهنگی تحقیقات پزشکی در ایران را دارد. اکنون بیش از ۳۰۰ مرکز پژوهشی در ۵۰ دانشگاه علوم پزشکی ایران در حوزه‌های مختلف در حال تحقیق و پژوهش هستند. نتیجه این تحقیقات در بیش از ۲۰۰ نشریه علمی و پژوهشی وزارت بهداشت منتشر می‌شود.